# 1968年の日本競馬
1968年の日本競馬（1968ねんのにほんけいば）では、1968年（昭和43年）の日本競馬界についてまとめる。馬齢は旧表記で統一する。
1967年の日本競馬 - 1968年の日本競馬 - 1969年の日本競馬

## できごと

### 1月 - 3月
- 1月26日 - 日本中央競馬会の庄野五一郎副理事らが、第7回アジア競馬会議のためニュージーランドに向けて出発する[1]。
- 2月10日 - 中央競馬は、積雪のため2回中山7日開催を中止、同7日・8日開催を18-19日に代替開催した[1]。
- 3月6日 - 難波場外発売所の増築工事が竣工。3月8日には梅田場外発売所の増築も完了した[1]。
- 3月11日 - 日本トータリゼータ株式会社が設立される[1]。
- 3月26日 - 日本中央競馬会の競馬施行規程の一部改正案が認可され、薬物の取り締まり関する具体的な措置と罰則規定が成文化された[1]。

### 4月 - 6月
- 4月1日
  - 北海道市営競馬協議会が設立される[1]。
  - 浦和競馬の野田トレーニングセンターが開設される[1]。
- 4月14日
  - 中京競馬場の星川泉士厩舎で火災が起こり、サラブレッド系競走馬7頭が焼死した。同厩舎所属のコウユウはこの日行われる桜花賞出走のため輸送されていて難を逃れていた。コウユウはその後桜花賞で優勝した[1]。
  - インドから来日した獣医師のクンチャー博士が、日本中央競馬会の施設で1か月の研修を受ける[1]。
- 5月17日 - 競馬法の一部が改正され、特別区の開催延長や、競馬廃止市町村への交付金などが盛り込まれた[1]。
- 6月4日 - 東京競馬場のスタンドが完成、竣工式が行われる[1]。
- 6月22日 - 浦和競馬場でスタンドの落成式が行われる[1]。
- 6月25日 - 日本競馬施設株式会社が設立される[1]。

### 7月 - 9月
- 7月1日 - 中山競馬場白井分場に建立した馬魂碑の除幕式と法要が行われる[1]。
- 7月6日 - 西日本馬主協会が分裂。阪神馬主協会が新たに設立され、また元の西日本馬主協会は京都馬主協会に改名した[1]。
- 7月12日
  - アメリカ合衆国のハリウッドパーク競馬場で「日本中央競馬会競走」が実施され、優勝馬に日本中央競馬会の金丸光富理事からカップが授与される[1]。
  - 盛岡競馬場でスタンドの落成式が行われる[1]。
- 7月15日 - 日本中央競馬会は、東京優駿など18の重賞競走に馬主協会特別賞を新設する[1]。
- 8月7日 - 札幌競馬場のスタンド増築工事が完了、竣工式が行われる[1]。
- 8月8日 - 小倉競馬場で開設60周年式典が行われる[1]。
- 8月21日 - 北海道の岩見沢競馬場の竣工式が行われる[1]。

### 10月 - 12月
- 10月29日 - 札幌競馬場で、北海道営競馬開催20周年記念式典が行われる[2]。
- 11月27日 - 中山競馬場の地下道、スタンド増築工事が完成。竣工式が行われる[2]。
- 12月8日 - 中央競馬の繋駕速歩競走が、4回中京6日開催を最後に廃止される[2]。
- 12月23日 - 日本中央競馬会の関東方面におけるトレーニングセンターの設置場所として茨城県美浦村に決定され、同村と用地斡旋契約に調印した[2]。

## 競走成績

### 中央競馬の主な競走
- 第28回桜花賞（阪神競馬場・4月14日）優勝 : コウユウ（騎手 : 清水出美）
- 第57回天皇賞（春）（京都競馬場・4月29日） 優勝 : ヒカルタカイ（騎手 : 野平祐二）
- 第28回皐月賞（中山競馬場・5月19日）優勝 : マーチス（騎手 : 保田隆芳）
- 第9回宝塚記念（阪神競馬場・5月26日）優勝：ヒカルタカイ（騎手：野平祐二）
- 第29回優駿牝馬（オークス）（東京競馬場・6月30日) 優勝 : ルピナス（騎手 : 中野渡清一）
- 第35回東京優駿（日本ダービー）（東京競馬場・7月7日) 優勝 : タニノハローモア（騎手 : 宮本悳）
- 第29回菊花賞（京都競馬場・11月17日） 優勝 : アサカオー（騎手 : 加賀武見）
- 第58回天皇賞（秋）（東京競馬場・11月23日） 優勝 : ニットエイト（騎手 : 森安弘明）
- 第13回有馬記念（中山競馬場・12月22日） 優勝 : リュウズキ（騎手 : 森安弘明）

### 中央競馬・障害
- 第60回中山大障害（春）（中山競馬場・4月7日）優勝 : フジノホマレ（騎手 : 横山富雄）
- 第61回中山大障害（秋）（中山競馬場・12月29日）優勝： タジマオーザ（騎手：津田昭）

## 表彰

### 啓衆社賞
- 年度代表馬 アサカオー
- 最優秀3歳牡馬 ミノル
- 最優秀3歳牝馬 ショウゲッコウ
- 最優秀4歳牡馬 マーチス
- 最優秀4歳牝馬 ルピナス
- 最優秀5歳以上牡馬 ヒカルタカイ
- 最優秀5歳以上牝馬 ヤマピット
- 最良スプリンター シェスキイ
- 最優秀障害馬 フジノホマレ
- 最優秀アラブ ビッグスリー

## 誕生
この年に生まれた競走馬は1971年のクラシック世代となる。

### 競走馬
- 2月5日 - ダンシングキャップ
- 2月18日 - コントライト
- 3月3日 - メジロスイセイ
- 3月27日 - ヒカルイマイ
- 3月28日 - カネヒムロ
- 4月6日 - オンワードガイ、ニホンピロムーテー
- 4月7日 - ナスノカオリ
- 4月12日 - ムーテイイチ
- 4月13日 - ベルワイド
- 4月26日 - キクノハッピー
- 5月13日 - ラファール
- 6月27日 - ミリオンパラ

### 人物
- 1月7日 - 渡辺壮騎手（金沢）
- 1月25日 - 熊沢重文騎手（JRA）
- 2月1日 - 佐藤祐樹騎手（船橋）
- 2月15日 - 小島茂之調教師（JRA）
- 2月23日 - 横山典弘騎手（JRA）
- 3月13日 - 清山宏明騎手（JRA）
- 3月24日 - 北川和典騎手（JRA）
- 4月2日 - 沖野耕二騎手（川崎）
- 4月9日 - 合谷喜壮騎手（JRA）
- 5月21日 - 荒川義之調教師（JRA）
- 6月20日 - 安部幸夫騎手、調教師（名古屋）
- 7月27日 - 石井幸男騎手（福山）
- 9月4日 - 芹沢純一騎手（JRA）
- 9月28日 - 内田浩一騎手（JRA）
- 12月7日 - 岡潤一郎騎手（JRA）

## 死去

### 競走馬
- 5月17日 - キタノヒカリ
- 10月16日 - ヒンドスタン